# Pyrgoteles togoensis
Pyrgoteles togoensis är en insektsart som först beskrevs av Schmidt 1911.  Pyrgoteles togoensis ingår i släktet Pyrgoteles och familjen lyktstritar. Inga underarter finns listade i Catalogue of Life.